# Tracé d'un sinogramme
Les caractères de l'écriture chinoise sont utilisés pour écrire le chinois et le japonais, ainsi que, dans une moindre mesure, le coréen (uniquement pour la Corée du Sud). Ils étaient aussi utilisés pour le vietnamien jusqu'au XXe siècle. Pour plus d'informations sur ces caractères, consulter sinogramme et kanji.
Chaque caractère est réalisé à l'aide d'un certain nombre de « traits » (les caractères chinois étaient écrits à l'origine en utilisant un pinceau) qui doivent être écrits dans un ordre bien défini (voir Ductus).
Il y a des règles précises pour l'ordre des traits qui ont pour but d'augmenter la facilité de réaliser une « bonne écriture », d'améliorer leur lecture et de simplifier le processus d'apprentissage pour produire des caractères uniformes. Alors que les enfants doivent apprendre et utiliser un ordre correct des traits à l'école, beaucoup d'adultes ignorent ou oublient l'ordre correct de certains caractères ou développent leur propre manière d'écrire. Ce n'est que rarement un problème dans l'écriture de tous les jours, mais en calligraphie ou si l'écriture s'effectue avec un pinceau, cet ordre est d'une extrême importance. En effet, un ordre incorrect des traits ou de leurs directions peut produire des caractères « peu sympathiques » ou, occasionnellement, un tout autre caractère. L'article suivant ne traite pas de la calligraphie, dans laquelle ces règles sont souvent contournées.
Ce qui suit concernant l'aspect graphique des sinogrammes, toutes les langues dont l'écriture utilise les sinogrammes sont concernées, bien que le sens, la prononciation et la graphie des caractères cités soient ceux du mandarin.
Le tracé de chaque caractère se fait selon les règles suivantes.

## Types de traits

Tracé du sinogramme 永 (yǒng) « éternel ».

On écrit traditionnellement au pinceau ou avec un stylo dans la pratique courante.
Tout d'abord, on ne peut utiliser qu'un nombre restreint de traits pour écrire un caractère (nombre variable de traits selon les analyses : vingt-quatre est un compromis acceptable).
Il y a quelque 30 types de traits distincts que l'on peut observer dans les caractères chinois, incluant des traits composés (beaucoup n'ont pas de nom bien défini) :
- trait horizontal (一) ;
- trait vertical (丨) ;
- point (｀) ;
- crochet (乙) ;
- courbe oblique à gauche (丿) ;
- crochet final (亅) ;
- trait diagonal gauche (乀) ;
- trait diagonal droit (ノ).

Les six premières formes de trait constituent les six premières clefs traditionnelles (et sous lesquelles sont regroupées des primitives graphiques par ailleurs inclassables).

## Nombre de traits

Quatre segments, trois traits.
Quatre segments, trois traits.
Cinq segments, quatre traits.
Six segments, quatre traits.

L'apprentissage des traits fondamentaux est nécessaire à plusieurs égards. Il permet d'une part de tracer convenablement un sinogramme, de manière qu'il soit lisible voire beau. D'autre part, il est souvent nécessaire de compter le nombre de traits d'un caractère pour le chercher dans un dictionnaire. Or, ce décompte n'est pas naturel : ce qu'on pourrait compter comme deux traits n'en est en fait qu'un seul et vice-versa.
Le « nombre de traits » d'un sinogramme renvoie à la séquence canonique de son tracé. Il est en partie conventionnel : quelqu'un qui n'a aucune connaissance dans l'écriture des caractères chinois ne peut souvent pas le déterminer avec certitude.
Ainsi, pour tracer un carré comme 口 il faut… trois traits : les bords supérieur et droit sont tracés sans lever le pinceau. Sur les caractères donnés en exemple ci-dessus :
- 巾 (tissu) et 屮 (jeune pousse) sont bien composés de quatre segments de droites, mais dans ces deux cas, deux des segments sont fusionnés en un seul « trait » ;
- par analogie avec les formes précédentes, on pourrait imaginer que 中 (le centre) puisse se tracer en trois « traits ». En fait, le tracé canonique du caractère ne fusionne que deux des segments, conduisant à quatre « traits » ;
- mais l'analogie était légitime, puisque le caractère 毋 (ne pas) utilise ces deux fusions, et se trace avec quatre traits…

C'est pour cette raison que l'on dit généralement : lorsqu'on apprend un caractère chinois, il faut apprendre en même temps la manière de le tracer. Ce n'est pas critique pour les caractères composés, dont le tracé se déduit immédiatement de celui de leurs éléments. En revanche, pour les éléments de caractère simples, cette connaissance est incontournable, que ce soit pour tracer le caractère correctement, ou pour le retrouver dans un dictionnaire.

## Ordre des traits

### Règles de bases
|                             |  | Du haut vers le bas…                                            |
|                             |  | Trait de gauche, puis trait de droite…                          |
|                             |  | Trait horizontal puis le vertical qui le coupe…                 |
|                             |  | Trait vertical à gauche avant trait complexe à droite…          |
|                             |  | Le trait horizontal « socle » d’en bas en dernier…              |
|                             |  | Trait central avant les « ailes »…                              |
|                             |  | Trait tombant vers la gauche puis celui tombant vers la droite… |
|                             |  | Point flottant en dernier.                                      |
| Autres précisions à noter : |  |                                                                 |

### De gauche à droite et de haut en bas
En règle générale, les caractères sont écrits de gauche à droite et de haut en bas. Par exemple, le premier caractère habituellement appris est le mot « un », qui s’écrit avec une seule ligne horizontale : 一. Ce caractère possède un unique trait qui est tracé de gauche à droite.
Le caractère pour « deux » possède deux traits : 二. Dans ce cas, ces deux traits sont tracés de gauche à droite, mais le trait du dessus est écrit en premier.
Le caractère pour « trois » possède trois traits : 三. Chaque trait est écrit de gauche à droite en commençant par le trait du dessus. On trace ensuite celui du milieu et enfin celui du bas.
Cette règle s’applique aussi pour des caractères plus complexes. Par exemple, 校 peut être divisé en deux. Le côté gauche (木) est écrit avant le côté droit. 
Il existe quelques exceptions à cette règle, la plupart du temps lorsque le côté droit du caractère se trouve au-dessus d’une autre partie du caractère. Par exemple, pour 誕 et 健. Dans ce cas, le côté gauche est écrit en premier, suivi du côté droit et enfin, de la partie basse du caractère.
Lorsqu’il y a des composantes hautes et basses dans le caractère, la plus haute est tracée en premier, et ensuite la partie la plus basse comme dans 品 et 襲.

#### Les traits horizontaux sont tracés de gauche à droite, les traits verticaux ou obliques de haut en bas
Exception faite la partie basse de motifs tels que la clef de l’eau : 氵 ou de la glace : 冫, ou de l’apostrophe en bas à gauche de motifs tels que 疒 et 求 qui se trace en remontant, de gauche à droite.
Un trait continu peut changer plusieurs fois de direction : 乙 (1 trait), 乃 (2 traits), 几 (2 traits).

### Les traits horizontaux sont tracés avant les traits verticaux
Lorsque des traits se traversent, les traits horizontaux sont habituellement tracés avant les traits verticaux : le caractère pour « dix » 十 possède deux traits écrits comme suit : 一 → 十.

#### Exceptions
Il existe certains cas où le trait vertical est tracé en premier, habituellement lorsque le trait vertical ne va pas au-dessous du trait horizontal comme dans 上, 田 ou 王.

### Les traits coupant le caractère se tracent en dernier
Les traits verticaux qui traversent un caractère sont écrits en dernier comme dans 書 et 筆.
Les traits horizontaux qui traversent un caractère sont écrits en dernier comme dans 母 et 海.

### Les diagonales allant de droite à gauche avant celle de gauche à droite
Les diagonales de droite à gauche (ノ) sont écrites avant les diagonales allant de gauche à droite (乀). Par exemple dans 文.

### Intérieur et extérieur

#### Les traits verticaux centraux avant les extérieurs
Les traits verticaux centraux sont tracés avant les diagonales ou les verticales se trouvant à l’extérieur de ce trait. Les traits du côté gauche sont ensuite tracés puis ceux du côté droit. Par exemple dans : 小 et 水.

#### L’extérieur avant l’intérieur
Les traits entourant des composants du caractère sont tracés avant. Le caractère du dessous est tracé en dernier (voir le paragraphe sur les règles de tracé des sinogrammes complexes) 日 et 口. Ceci s’applique aussi aux caractères n’ayant pas de traits du dessous, tel que 同 et 月.

### Trait vertical gauche avant d’enfermer
Le trait vertical gauche est écrit avant les traits entourant des éléments du caractère. Dans les deux exemples suivant, le trait vertical le plus à gauche (|) est écrit en premier, suivi par le trait le plus en haut, puis le trait le plus à droite (┐) (qui sont en réalité écrits d’un seul trait) : 日 et 口.

### Trait du dessous enfermant des éléments du caractère en dernier
Le trait du dessous enfermant des éléments du caractère se trace toujours en dernier : 道,　週,　画.

### Les points et les petits traits en dernier
Les petits traits sont habituellement écrits en dernier, comme le petit point dans le caractère suivant : 玉.
On note l’absence de courbes réelles et de points ronds.
Par exemple, 本 (běn) comporte cinq traits et se trace dans cet ordre : 一 → 十 → 才 → 木 → 本.

## Règles de tracé des sinogrammes complexes
Le tracé des sinogrammes complexes se fait généralement en traçant successivement chaque élément graphique (simple ou non) qui le compose. Si un caractère est composé de A et de B, on trace d'abord A, puis B. Les composants sont tracés successivement :
- de gauche à droite,
- de haut en bas.

Il y a cependant des exceptions, la plus courante étant pour les graphèmes « fermés et remplis » comme 圈 (juan, « enroulé ») 回 (hui, « revenir »), ou l'exemple ci-contre 国 (guo, « pays »). On trace tous les traits sauf un, on « remplit » le milieu et on « ferme » enfin le graphème. Pour les caractères composés avec la clef 辵, de type 道, on trace d'abord la partie propre 首 et ensuite seulement la clef 辶.

### Taille canonique: le carré virtuel

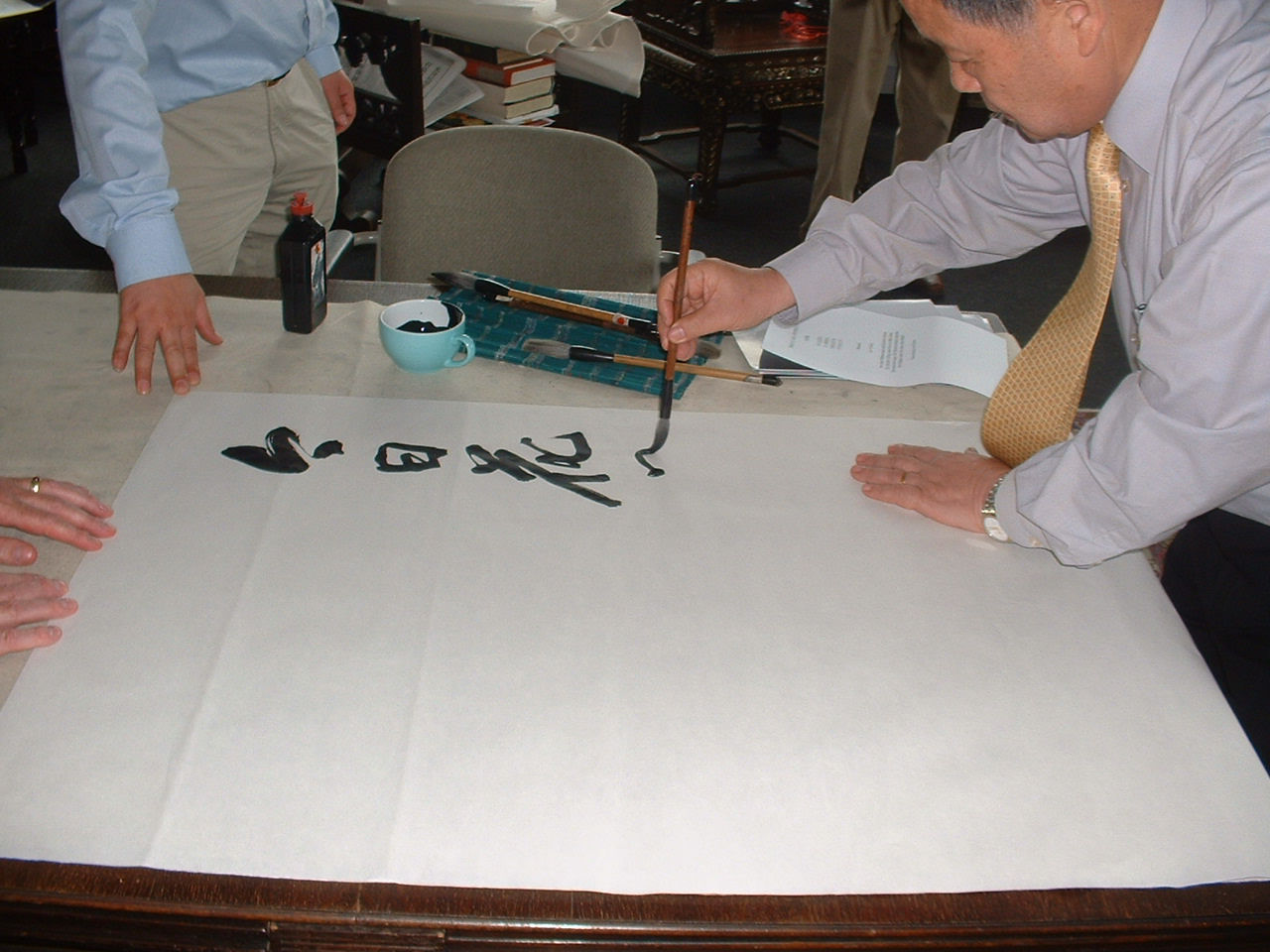
Sun Xinde, calligraphe chinois, en action.

Tous les caractères, quel que soit le nombre de traits, doivent s'inscrire dans un carré ou un cercle virtuel (qui est parfois représenté dans les cahiers d'apprentissage de l'écriture) et doivent donc occuper un même espace. Il est ainsi nécessaire d'élargir ou de resserrer certaines composantes des caractères pour qu'ils tiennent tous dans cette zone. Les tailles et écrasement des différentes parties suivent des règles d'équilibre des formes. La partie basse doit être une base solide, l'équilibre doit être respecté entre la droite et la gauche, etc. En calligraphie, cependant, cette contrainte est souvent détournée.

### Sens d'écriture
Les caractères se tracent en colonnes de haut en bas et de droite à gauche dans les zones utilisant les caractères traditionnels, comme Taïwan, Hong Kong, ainsi qu'au Japon (où le sens traditionnel est autant utilisé que le sens occidental, en lignes de gauche à droite) mais se tracent selon le sens occidental ailleurs. L'écriture en colonnes, cependant, est encore utilisée en calligraphie dans les zones écrivant normalement en lignes : c'est en effet le sens d'écriture ancien. C'est notamment le cas à l'entrée des restaurants traditionnels, ou pour les enseignes de magasins : horizontalité et verticalité ne nuisent en rien à la compréhension.